# Jean Neybergh
Jean Henri Joseph Neybergh, né à Molenbeek-Saint-Jean, le 20 avril 1895 et décédé le 24 avril 1974 , est un homme politique belge membre du Parti social chrétien.
Il fut docteur en droit.
Il fut conseiller communal (1931), échevin (1959) et bourgmestre (1940-1953 et de 1969 à sa mort) de Jette, conseiller provincial de la province de Brabant (1936-1954), sénateur de l'arrondissement de Bruxelles (1954-1965).

## Généalogie
- Il épousa en 1926 Marie Jeanne De Craene (°1906-)
  - Ils eurent 6 enfants: Christiane, Claire, Benoît, Georges, Jeanine et Yves.